# جيسيكا نابيير
جيسيكا نابيير (بالإنجليزية: Jessica Napier)‏ هي ممثلة أسترالية، ولدت في 4 أبريل 1979 في نيوزيلندا.

## أعمال

### أفلام
- (2007) السائق الشبح[3]

## وصلات خارجية
- جيسيكا نابيير على موقع IMDb (الإنجليزية)
- جيسيكا نابيير على موقع روتن توميتوز (الإنجليزية)
- جيسيكا نابيير على موقع ألو سيني (الفرنسية)
- جيسيكا نابيير على موقع أول موفي (الإنجليزية)
- جيسيكا نابيير على موقع قاعدة بيانات الفيلم (الإنجليزية)
- جيسيكا نابيير على موقع كينوبويسك (الروسية)